# Pirro Ligorio
Pirro Ligorio ou Pyrrhus Ligorius (c. 1513 à Naples - 30 octobre 1583 à Ferrare) est un architecte maniériste, un peintre de l'école napolitaine, un antiquaire décrié pour ses nombreux faux et un dessinateur de jardin italien. En 1534, Pirro Ligorio part à Rome, où il développe un intérêt grandissant pour les antiquités romaines et est nommé superintendant aux monuments anciens par le pape Pie IV et Paul IV. En 1549, il commence des fouilles à la Villa d'Hadrien à Tivoli et ébauche son chef-d'œuvre, les jeux d'eau de la Villa d'Este pour le cardinal Hippolyte d'Este. Il joue un rôle également pour les fontaines de la Villa Lante à Bagnaia en travaillant avec Vignole. Son maniérisme est présent à la Villa Pia (Casina Pio IV) du Vatican (1559-1562). En 1568, il est congédié par le pape Pie V pour avoir critiqué les travaux de Michel-Ange à Saint-Pierre de Rome et part à Ferrare où il est l'invité du duc Alphonse II d'Este. Ligorio a mené des études des antiquités romaines, son ouvrage le plus fameux publié est la carte de l'ancienne Rome, Antiquae Urbis Image de 1561. Toutefois il est apparu plus tard qu'il avait créé de nombreux faux, inventant de nombreuses inscriptions latines et Ligorio est aujourd'hui considéré comme « le plus célèbre faussaire du XVIe siècle ». Ses faux ont été détectés en particulier par Scipione Maffei, De arte critica lapidaria (1765). Il est probablement l'auteur des dessins des jardins de Bomarzo.

## Biographie
Pirro Ligorio naquit à Naples de l’une des familles au Sedile di porta Nova, reçut une belle éducation. Il devint peintre, architecte, ingénieur, et surtout investigateur des chefs-d’œuvre de l’antiquité. Comme peintre, on cite de lui plusieurs tableaux à fresque qu’il exécuta dans l’oratoire de la compagnie de la Miséricorde, à Rome, et un grand nombre d’ouvrages de clair-obscur en couleur jaune imitant le bronze. Ce sont des frises et des trophées dont on ornait pour lors les façades  des maisons ; il en reste encore des traces dans le quartier de Campo Marzo, à la montée de San Silvestro et à Campo de’ Fiori. Ligorio donna des preuves de talent comme architecte : le palais Lancellotti, situé sur la place Navone, le Casin du pape dans les jardins du Belvédère, sont considérés comme des modèles d’élégance et de bon goût. Paul IV avait nommé Ligorio architecte du Vatican et de la fabrique de Saint-Pierre. Après la mort de Michel Ange, Vignole le remplaça et fut adjoint à Ligorio. On leur ordonna de ne s’écarter en rien des dessins de leur célèbre devancier. Le présomptueux Ligorio, n’ayant pas obéi à cette injonction, perdit son emploi. C’est alors, en 1568, qu’il passa au service d’Alphonse II, duc de Ferrare. Nommé son architecte avec un traitement de vingt-cinq écus d’or par mois, il se maria dans cette ville, s’y fixa pour le reste de ses jours et y mourut en 1583.

## Historien
Pirro Ligorio s’était livré surtout à l'étude des monuments antiques, et avait formé de ces objets une riche collection qu’on voyait encore vers la fin du XVIIe siècle chez ses neveux. Il leur avait aussi laissé ses manuscrits sur l’architecture et les antiquités, ornés d’une grande quantité de dessins, qui passèrent successivement dans les bibliothèques des Sig. Gardellini et Crispi de Ferrare, et furent ensuite achetés, pour le prix de 18 000 ducals par Charles-Emmanuel Ier, duc de Savoie, ils y restèrent jusqu’en 1815. Montesquieu, de passage à Turin au cours de son voyage en Italie, les consulte aux archives. 
Pirro Ligorio n’était pas fort savant, et Antonio Agustín, quoique son ami, affirme dans son ouvrage De antiq., dial. 4, « qu’il ne savait pas même le latin ». Il en résulte que  Ligorio n’a pas compris les inscriptions portées sur les monuments, et qu’il a donné de bonne foi des inscriptions erronées. Néanmoins des antiquaires comme Spanheim (De præstantia et usu numism.) Maffei (Giorn. d’ltal.) et Muratori (Thesaur. vet. inscr.) ont loué ces manuscrits sans en dissimuler les défauts  et le dernier absout Ligorio de l’accusation d’avoir sciemment falsifié les inscriptions et les médailles conforté par Les témoignages de Tiraboschi (Stor. lett.) et celle de Bernardino Tafuri (Scrittori del regno di Nap.). Enfin Giovanni Matteo Toscano, qui se affirme d’avoir connu Pirro Ligorio à Rome, le désigne comme un homme totius antiquitatis peritissimus nulliusque bonæ artis ignarus. (Peplus Ital.).

## Manuscrits
Ces manuscrits sont au nombre de 30 volumes in-folio, dont plusieurs étaient dédiés au duc Alphonse de Ferrare. On peut en voir la description dans le Catalogue des manuscrits de la bibliothèque de Turin, vol. 2. Le nombre de ces manuscrits s’élevait à 40 volumes  et les 10 qui manquaient à Turin se trouvaient à la Bibliothèque nationale de Naples. Les 12 conservés à la Bibliothèque apostolique vaticane sont des copies faites sur les originaux par ordre de Christine de Suède. Les 18 premiers volumes contiennent la description des royaumes, provinces, villes, mers, fleuves, montagnes, connus des anciens ; les autres traitent des héros et des hommes illustres, des familles romaines, des thermes, de la navigation, des médailles, des arts libéraux, des poids et mesures, dus statues, des funérailles et autres sujets relatifs aux arts et aux usages des anciens. On n’a imprimé qu’une légère portion de cet immense recueil :
- Un volume sur les antiquités de Rome, Sulle antichità di Roma nel quale si tratta de’ circhi, teatri e anfiteatri con le paradosse, Venise, 1553 (lire en ligne) ;
- Un opuscule, De vehiculis, traduit en latin et publié par Johannes Schefferus avec des notes, dans son traité De re vehiculari, Francfort, 1671 in-4 et dans le tome 5 du Thesaur. antiq. Rom. ;
- Un fragment de l’histoire de Ferrare, imprimé en 1676, traduit en latin (par Bernardin Moret), inséré au tome 7 du Thes. antiq. Roman. de Grævius ; mal à propos attribué à Alfonso Cagnaccini, car l’original de Pirro Ligorio existe encore à Ferrare (voy Girolamo Baruffaldi, Apolog., etc., dans la Raccolta d’opuscoli scientifici (de Calogerà), t. 7, 489-517). On dit aussi que le bel ouvrage de Fulvio Orsini, Delle famiglie Romane, en médailles, a été fait d’après les recherches de Pirro Ligorio. – Tous les artistes connaissent son grand plan de Rome antique dont on a fait plusieurs copies et réductions. Francesco Contini a fait graver le plan de la Villa Adriana, levé par Pirro Ligorio (Rome, 1751, in fol.). La description imprimée est succincte et par lettres de renvoi, tandis que celle de l’antiquaire napolitain est étendue et pleine de recherches et de faits curieux. On connaît encore de lui une carte du royaume de Naples, insérée dans les atlas d’Ortelius et de Gérard de Jode.